# 專業人士

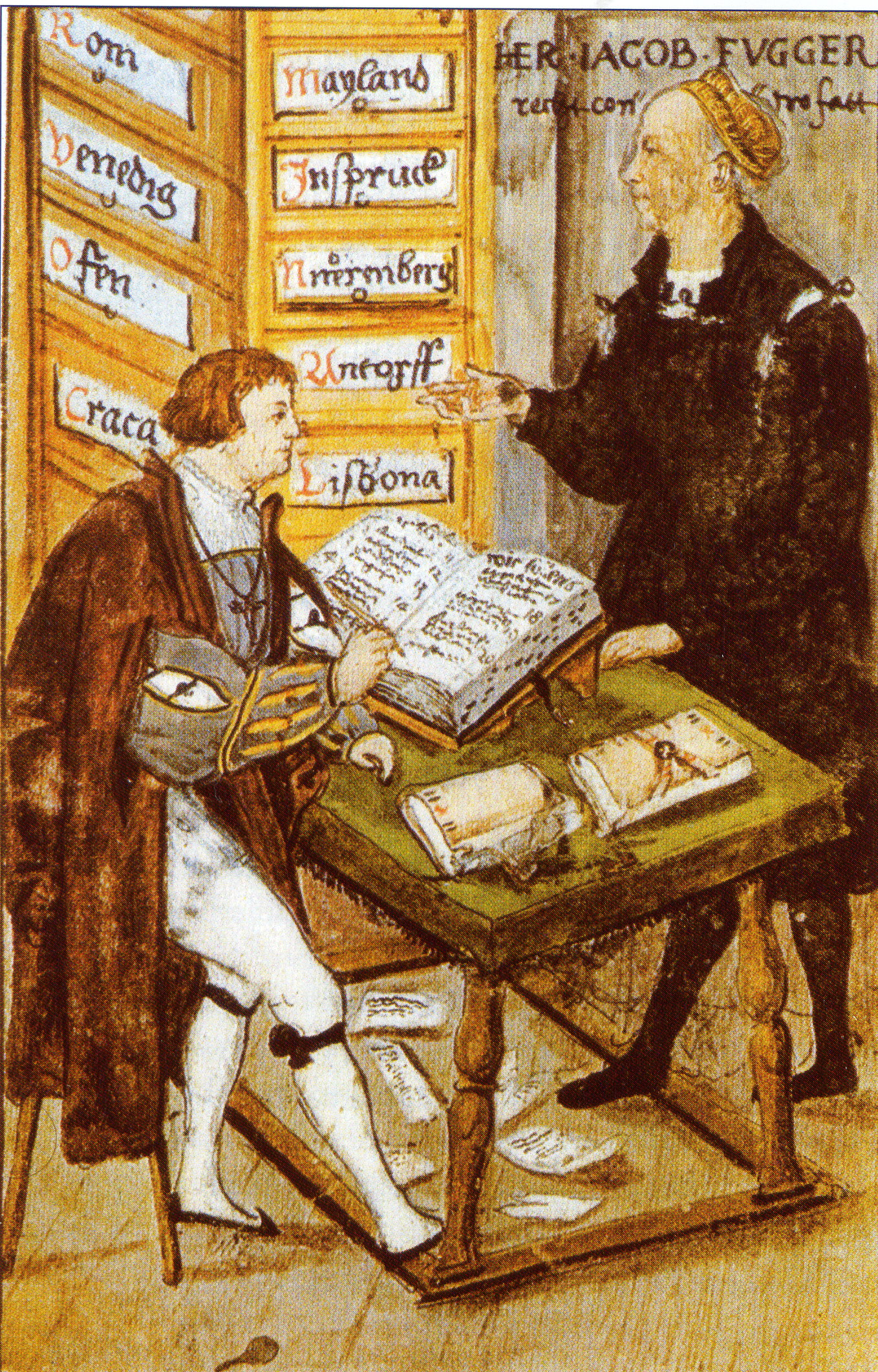
描繪雅各布·富格爾（Jacob Fugger）與其會計師 Matthäus Schwarz 的油畫，繪成於約1517年。

專業人士是任何以特定專業活動謀生的人。該術語還描述了教育和培訓標準，這些標準使該行業的成員具備在該行業中發揮特定作用所需的特定知識和技能。此外，大多數專業人士都遵守嚴格的行為準則，承擔著嚴格的倫理和道德義務。 特定領域的專業實踐和道德標准通常通過廣泛認可的專業協會（例如 IEEE）達成一致和維護。 “專業”的一些定義將此術語限制為服務於公共利益和社會總體利益的某些重要方面的那些職業。
在某些文化中，該術語被用作描述特定社會階層的受過良好教育的工人，他們享有相當大的工作自主權，並且通常從事創造性和智力挑戰性的工作。

## 理論
儘管專業培訓在意識形態上似乎是中立的，但它可能偏向於具有較高階級背景和正規教育的人。在2000年出版的《紀律嚴明：對受薪專業人士和塑造他們生活的靈魂打擊系統的批判性觀察》（英語原名：Disciplined Minds: A Critical Look at Salaried Professionals and the Soul-Battering System that Shapes Their Lives）一書中，作者表示，與非專業人士相比，合格的專業人士在他們的觀點和習慣方面缺乏創造力和多樣性，他將其歸因於伴隨專業培訓過程的微妙灌輸和過濾。他的證據是定性和定量的，包括專業考試、行業統計以及受訓人員和專業人士的個人賬戶。
一個關鍵的理論爭議源於對成熟職業（例如律師、醫生、會計師、精算師、建築師、土木工程師、測量師）遵守嚴格行為準則的觀察。因此，一些人認為，這些通過廣泛認可的專業協會達成一致和維護的行為準則是構成任何職業的關鍵要素。 其他人則認為，嚴格的行為準則和維護這些準則的專業協會僅僅是“成功”專業化的結果，而不是專業（主義）定義的內在要素；這意味著職業源於共同目標（與“更大的利益”相關）、知識體系、行動和決策方面的實際行為以及社會利益相關者的期望之間的一致性。

## 詞源
「professional」（英語「專業」對應詞彙）的詞源和歷史意義來自中古英語，來自形容詞 profes，意指已經宣誓了自己的誓言，又來自盎格魯-諾曼語，又來自晚期拉丁語詞彙 professus，又來自拉丁語詞彙 profitēri 的過去分詞，意指宣稱精通及公開承認等，又來自 pro-（意指事先） + fatēri（意指承認）；在其他意義上，來自拉丁語 professus，過去分詞。因此，隨著人們在他們的貿易中變得越來越專業，他們開始向他人“證明”他們的技能，並“發誓”按照已知的最高標准進行他們的貿易。憑藉維護的聲譽，具有特定行業的社會可信賴的工人被認為是專業人士。從 1800 年代後期到 1950 年代，“職業”一詞的使用有所下降，而“專業”一詞在 1900 年至 2010 年間越來越受歡迎。 在美式英語中，“專業”一詞的流行始於 20 世紀初，而在英式英語中，它始於 1930 年代，並在 1960 年代和 70 年代增長最快。

## 宗教界的定義
一般來說，對相關經典有深入了解的聖職人員，或是受戒條年資較高都會被視為專業人士，並在該宗教領域上擁有一定的權威性及代表性。在宗教領域上通常被尊稱為長老、使徒等等
- 大寶法王(大乘佛教)
- 主教(天主教)
- 祭司

## 學術界的定義

### 中華民國定義的專業人員項目
- 專業人員(200000)
  - 數理工程及地球科學研究人員(211090)
  - 精算師取得正式資格者(212001)
  - 統計及精算專業人員(212091)
  - 生命科學及生態環境研究人員(213190)
  - 農、林、漁、牧業專業人員(213200)
  - 品管、工管及生管工程師(214100)
  - 土木及水利工程師(214200)
  - 環境工程師(214300)
  - 航空機械工程師(214402)
  - 冷凍空調工程師(214403)
  - 機械工程師含造船、輪機、鑄造(214491)
  - 食品工程師(214502)
  - 化學工程師(214591)
  - 地質、採礦、鑽探、冶金工程師(214600)
  - 紡織工程師(214901)
  - 醫療器材、醫學工程師(214902)
  - 生物科學工程師(214903)
  - 光學工程師(214904)
  - 電機、電子工程師(215190)
  - 電信工程師(215300)
  - 建築工程師含建築師(216101)
  - 景觀設計師、都市及交通規劃師(216191)
  - 測量師及製圖師(216300)
  - 室內設計師(217100)
  - 平面及多媒體設計師(217200)
  - 產品及服裝設計師含工業設計(217300)
  - 醫師(221090)
  - 護理人員(222090)
  - 獸醫師(225000)
  - 藥事人員含藥師(226090)
  - 勞安及衛生管理人員含工業安全管理師(229100)
  - 物理治療師(229200)
  - 營養師(229300)
  - 聽力及語言治療師(229400)
  - 職能治療師(229500)
  - 呼吸治療師(229901)
  - 醫院管理師(229902)
  - 其他醫療保健專業人員(229991)
  - 學前教育人員(233200)
  - 補教業教師(239190)
  - 會（審）計師(241100)
  - 風險控管人員(241202)
  - 財務及投資規劃分析人員(241291)
  - 專案管理師含經營管理顧問(242100)
  - 稽核人員(242101)
  - 人力資源管理師(242200)
  - 廣告及行銷專業人員含企劃(243100)
  - 公關專業人員(243200)
  - 資訊及通訊專業人員含系統分析、程式設計、資料庫及網路專業人員(250000)
  - 律師(261100)
  - 專利工程師及公證人(261901)
  - 人文社會科學研究人員(263190)
  - 社工師、心理專業人員(263590)
  - 編輯、作家及有關撰稿人員(264100)
  - 新聞記者(264200)
  - 翻譯人員(264300)
  - 表演藝術人員含演員、配音員(265290)
  - 電影、舞台及有關導演與製作人(265400)
  - 廣播、電視及其他媒體播報員(265600)
- 技術員及助理專業人員(300000)		
  - 物理、化學及地球科學技術員(311100)
  - 營建工程技術員含建築、土木、景觀、測量、水利(311200)
  - 電機、電子技術員(311390)
  - 航空機械技術員(311502)
  - 冷凍空調技術員(311503)
  - 機械技術員含造船、輪機、鑄造(311591)
  - 食品技術員(311602)
  - 化工技術員(311691)
  - 品管、工管及生管技術員(311700)
  - 製圖員(311800)
  - 地質、採礦、鑽探、冶金技術員(311901)
  - 環境工程技術員(311902)
  - 紡織技術員(311903)
  - 發電設備操作員(313100)
  - 焚化爐、水處理及氣（液）體設備操作員(313200)
  - 化學加工設備控制員(313300)
  - 石油及天然氣精煉設備操作員(313400)
  - 金屬生產製程控制員(313500)
  - 生命科學技術員(314100)
  - 農業技術及農業推廣人員(314200)
  - 船舶監管人員含引水人員(315190)
  - 航空駕駛員(315300)
  - 飛航管制員(315400)
  - 醫療設備控制技術員(321100)
  - 醫學及病理檢驗人員(321200)
  - 義肢、義齒等人體輔具技術員(321400)
  - 傳統醫學技術員(323000)
  - 牙醫助理(329100)
  - 病歷管理人員(329200)
  - 配鏡、驗光技術員(329300)
  - 物理、職能（復健）治療技術員(329490)
  - 勞安及衛生技術員(329500)
  - 其他醫療保健助理專業人員(329900)
  - 證券金融交易員及經紀人含理財專員、承銷人員(331100)
  - 信用及貸款人員(331200)
  - 會計人員(331300)
  - 統計及精算助理專業人員(331400)
  - 財物及損失鑑價人員(331500)
  - 保險代理人含保險業務員(332100)
  - 工商業銷售代表含業務員(332290)
  - 採購員(332300)
  - 報關員含報驗、船務人員(333100)
  - 會議及活動規劃人員(333200)
  - 職業介紹人及承包人(333300)
  - 不動產經紀人(333400)
  - 拍賣員不含電子購物、郵購(333901)
  - 專業秘書(334200)
  - 土地代書地政士(341102)
  - 法務人員(341191)
  - 社會工作助理人員(341200)
  - 職業運動員(342100)
  - 運動、健身及休閒娛樂指導員(342200)
  - 攝影師、攝影記者(343100)
  - 節目助理及舞台相關工作人員(343900)
  - 資訊管理及維護技術員(351090)
  - 廣播及視聽技術員含放映員(352100)
  - 電信技術員(352200)

### 中華人民共和國對於專業人員的分類
- 專業技術人員
  - 教師（高等學校）
  - 法律職業
  - 會計師
  - 民用核安全設備無損檢驗人員
  - 民用核設施操縱人員
  - 核安全工程師
  - 建築師
  - 監理工程師
  - 房地產估價師
  - 造價工程師
  - 城鄉規劃師
  - 建造師
  - 勘察設計工程師（結構工程師、土木工程師（岩土））
  - 驗船師
  - 船員
  - 獸醫
  - 拍賣師
  - 演出經紀人員
  - 醫師
  - 護士
  - 母嬰保健技術服務人員
  - 出入境檢疫處理人員
  - 設備監理師
  - 計量師
  - 新聞記者
  - 安全工程師
  - 藥師
  - 專利代理人
  - 導遊
  - 特種設備檢驗、檢測人員
  - 工程諮詢（投資）專業技術人員
  - 通信專業技術人員職業
  - 電腦技術與軟體專業技術人員
  - 社會工作者
  - 會計專業技術人員
  - 資產評估師
  - 經濟專業技術人員
  - 土地登記代理專業人員
  - 環境影響評價工程師
  - 房地產經紀專業人員
  - 機動車檢測維修專業技術人員
  - 公路水運工程試驗檢測專業技術人員
  - 水利工程品質檢測員
  - 衛生專業技術人員
  - 審計專業技術人員
  - 稅務師
  - 認證人員
  - 出版專業技術人員
  - 統計專業技術人員
  - 銀行業專業人員
  - 證券期貨業從業人員
  - 文物保護工程從業人員
  - 翻譯

- 技能人員
  - 消防設施操作員
  - 焊工
  - 家畜繁殖員
  - 健身和娛樂場所服務人員
  - 軌道交通運輸服務人員
  - 機械設備修理人員
  - 通用工程機械操作人員
  - 建築安裝施工人員
  - 土木工程建築施工人員
  - 房屋建築施工人員
  - 水產類、輸排和水處理人員
  - 氣體生產、處理和輸送人員
  - 電力、熱力生產和供應人員
  - 儀器儀錶裝配人員
  - 電子設備裝配調試人員
  - 電腦製造人員
  - 電子器件製造人員
  - 電子元件製造人員
  - 電線電纜、光纖光纜及電工器材製造人員
  - 輸配電及控制設備製造人員
  - 汽車整車製造人員
  - 醫療器械製品和康復輔具生產人員
  - 金屬加工機械製造人員
  - 工裝工具製造加工人員
  - 機械熱加工人員
  - 機械冷加工人員
  - 硬質合金生產人員
  - 金屬軋製人員
  - 輕有色金屬冶煉人員
  - 重有色金屬冶煉人員
  - 煉鋼人員（煉鋼原料工、煉鋼工）
  - 煉鐵人員（高爐原料工、高爐煉鐵工、高爐運轉工）
  - 礦物采選人員
  - 陶瓷製品製造人員
  - 玻璃纖維及玻璃纖維增強塑膠製品製造人員
  - 水泥、石灰、石膏及其製品製造人員
  - 藥物製劑人員
  - 中藥飲片加工人員
  - 塗料、油墨、顏料及類似產品製造人員
  - 農藥生產人員
  - 化學肥料生產人員
  - 基礎化學原料製造人員
  - 化工產品生產通用工藝人員
  - 煉焦人員
  - 工藝美術品製作人員
  - 木製品製造人員
  - 紡織品和服裝剪裁縫紉人員
  - 印染人員
  - 織造人員
  - 紡紗人員
  - 纖維預處理人員
  - 酒、飲料及精製茶製造人員
  - 乳製品加工人員
  - 糧油加工人員
  - 動植物疫病防治人員
  - 農業生產服務人員
  - 康復矯正服務人員
  - 健康諮詢服務人員
  - 電腦和辦公設備維修人員
  - 汽車摩托車修理技術服務人員
  - 保健服務人員
  - 美容美髮服務人員
  - 生活照料服務人員
  - 有害生物防制人員
  - 環境治理服務人員
  - 水文服務人員
  - 水利設施管養人員
  - 地質勘查人員
  - 檢驗、檢測和計量服務人員
  - 測繪服務人員
  - 安全保護服務人員
  - 人力資源服務人員
  - 物業管理服務人員
  - 資訊通信網路運行管理人員
  - 廣播電視傳輸服務人員
  - 資訊通信網路維護人員
  - 餐飲服務人員
  - 倉儲人員
  - 航空運輸服務人員
  - 道路運輸服務人員
  - 消防和應急救援人員

## 权威性
專業人士通常需要通过具有一定水準的資歷質素印證，使人们愿意向其咨询，尤其在城市规划、建筑设计、公共事務、資訊科技、食物生产、生技研發、醫疗保健、财務管理、风险投资、集團经营及升学深造等方面。

## 相關
- 專業服務（英语：Professional services）
- 專業協會
- 士業（日语：士業）
- 菁英
- 銀領、白領
- 藍領
- 三十六行
- 零家務
- 香港專業聯盟
- 專業倫理
- 社會地位
- 專門職業及技術人員考試
- 學歷
- 中產階級
- 高淨值人士
- 執業場所
  - 學校/補習班
  - 司法機關
    - 法院/檢察院

  - 事務所
    - 法律事務所
    - 會計師事務所
    - 諮詢事務所

  - 科學園區
  - 工業園區
    - 工廠
    - 電廠

  - 金融中心
    - 銀行（包括商業銀行及商人銀行）/保險
    - 企業
    - 公司

  - 研究中心
  - 政府機關
  - 醫院/診所/藥局
  - 機場/車站

## 參看
- 業餘愛好者
- 組織文化